# Amstel Gold Race 1988
De 23ste editie van de Amstel Gold Race vond plaats op 23 april 1988. Het parcours, met start in Heerlen en finish in Meerssen, had een lengte van 242 kilometer. Aan de start stonden 169 renners, waarvan 96 de finish bereikten.

## Uitslag
| rang | renner             | land           | tijd       |
| ---- | ------------------ | -------------- | ---------- |
| 1    | Jelle Nijdam       | Nederland      | 6u 28' 42" |
| 2    | Steven Rooks       | Nederland      | op 17"     |
| 3    | Claude Criquielion | België         | z.t.       |
| 4    | Eric Boyer         | Frankrijk      | z.t.       |
| 5    | Marc Sergeant      | België         | op 26"     |
| 6    | Steve Bauer        | Canada         | op 42"     |
| 7    | Dag Otto Lauritzen | Noorwegen      | z.t.       |
| 8    | Bruno Cornillet    | Frankrijk      | z.t.       |
| 9    | Martial Gayant     | Frankrijk      | z.t.       |
| 10   | Rolf Gölz          | West-Duitsland | op 1' 01"  |

1966 · 1967 · 1968 · 1969 · 1970 · 1971 · 1972 · 1973 · 1974 · 1975 · 1976 · 1977 · 1978 · 1979 · 1980 · 1981 · 1982 · 1983 · 1984 · 1985 · 1986 · 1987 · 1988 · 1989 · 1990 · 1991 · 1992 · 1993 · 1994 · 1995 · 1996 · 1997 · 1998 · 1999 · 2000 · 2001 · 2002 · 2003 · 2004 · 2005 · 2006 · 2007 · 2008 · 2009 · 2010 · 2011 · 2012 · 2013 · 2014 · 2015 · 2016 · 2017 · 2018 · 2019 · 2020 · 2021 · 2022 · 2023 · 2024

Lijst van beklimmingen